# داريل توماس
داريل توماس (25 مايو 1965 بشيكاغو في الولايات المتحدة - 28 مارس 2018) (بالإنجليزية: Darryl Thomas)‏ هو لاعب كرة سلة أمريكي في مركز هجوم قوي الجسم. لعب مع إنديانا هوسيرز ‏.

## وصلات خارجية
- داريل توماس على موقع كرة السلة الأوروبية.كوم (الإنجليزية)